# Тохисоо (парк)

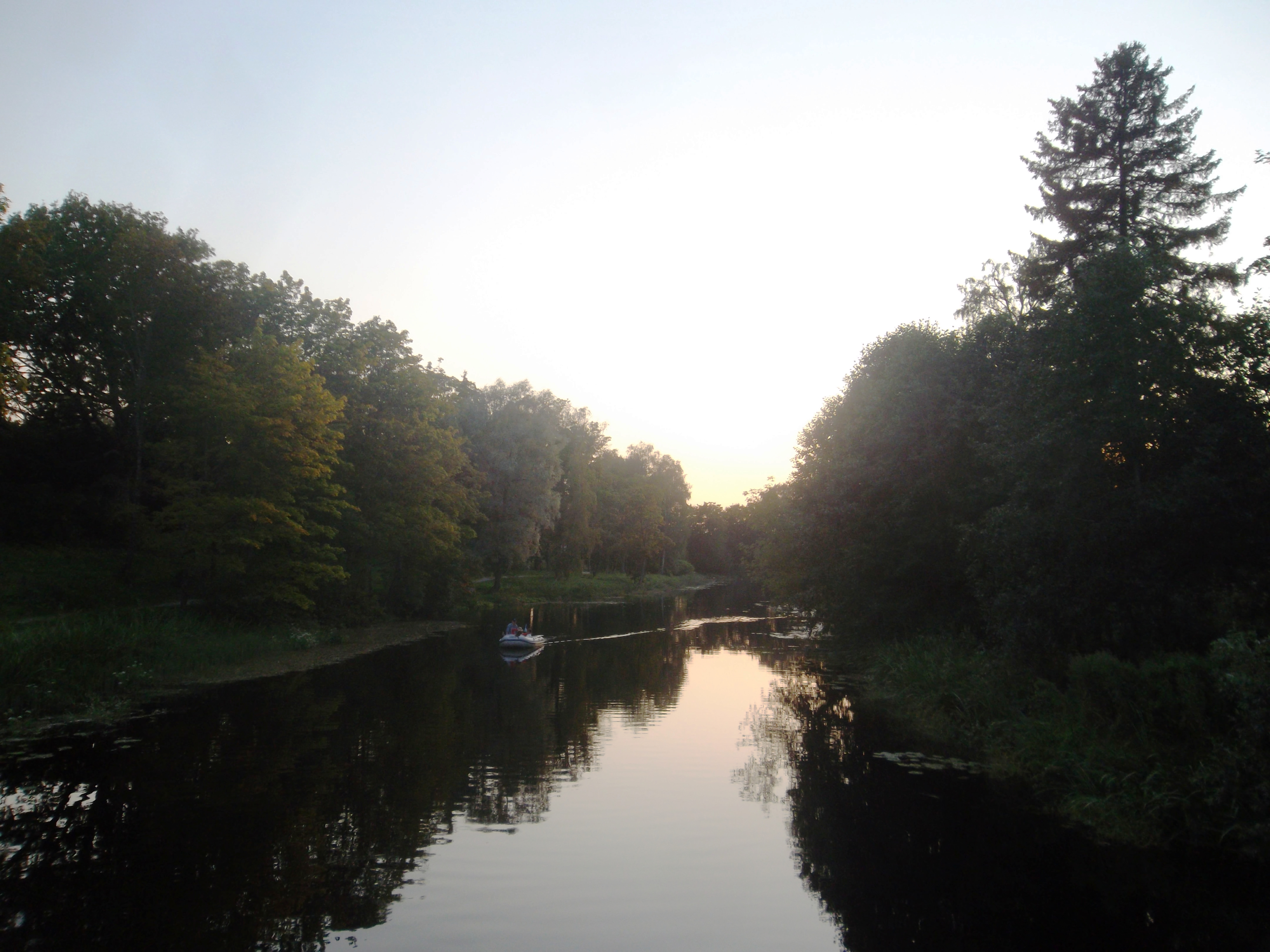
Вид с Еврейского моста. Слева парк Тохисоо

То́хисоо (эст. Tohisoo) — парк в посёлке Кохила, Эстония. Получил своё название по названию мызы Тохисоо.
Парк Тохисоо занимает площадь в 4,8 гектара. В парке растёт 37 видов деревьев и кустарников, из которых 22 вида — завезённые. Из деревьев преобладают липа, ель, дуб, берёза и клён. Более молодая часть парка отличается густотой и контрастной растительностью типа ель-берёза, пихта-липа, липа-дуб-сосна. Там растут и завезённые виды: пихта сибирская, клён белый, липа европейская, лиственница сибирская. 
В парке Тохисоо обитает множество птиц:синица, пеночка-теньковка, кряква, лазоревка, мухоловка, большой крохаль, черноголовая гаичка, серая мухоловка, гоголь, большой пёстрый дятел, зяблик, рябинник, обыкновенный поползень, обыкновенная зеленушка, сорока, белая трясогузка, домовый воробей, серая ворона, чёрный стриж, обыкновенный соловей, грач, чиж, снегирь, сойка, черноголовый щегол, обыкновенный скворец, домашний голубь, чечётка . 
В парке водятся охраняемые виды летучих мышей. С 1959 года парк Тохисоо находится под охраной государства и внесён в Регистр окружающей среды Эстонской Республики .
С годами парк превратился в место проведения различных культурных мероприятий города Кохила. Весной здесь проводится ярмарка гончаров Эстонии, летом — симпозиум по керамике, Музыкальный фестиваль Капа, а также организуется уездный Лагерь сказок.
В 2008 году начался первый этап реконструкции парка, на который было выделено 539 305 эстонских крон. План по обновлению парка содержит такие работы, как приведение в порядок площадки перед главным зданием мызы Тохисоо, оформление газонов декоративными кустарниками, строительство удобных пешеходных и проезжих дорог, обновление насаждений, строительство парковки, создание мест для отдыха, освещение парка при помощи эффектов иллюминации. В 2013 году начались работы по частичному (2,2 га) обновлению западной части парка, стоимость которых составила 23 841 евро.  
C мая по октябрь 2016 года был проведён второй этап реконструкции парка. Были удалены деревья с признаками усыхания и гнили, посажено 29 новых деревьев, в числе которых 1 японская пихта, 6 бальзамических пихт, 2 сибирских пихты, 1 скрученная сосна, 11 серебристых лип, 2 клёна обычных, 6 крупнолистных лип. Было также посажено 10 кустов золотистой смородины, 12 калинолистных пузыреплодников, 8 трёхлопастных спирей, 3 татарских клёна, 6 обычных рябинников, 3 обычных чубушника, 3 плоскочерешковых бересклета, 9 канадских ирг и 8 парковых роз. Между посадками проложили 250 м2 пешеходных дорожек.